# Reimar Kock

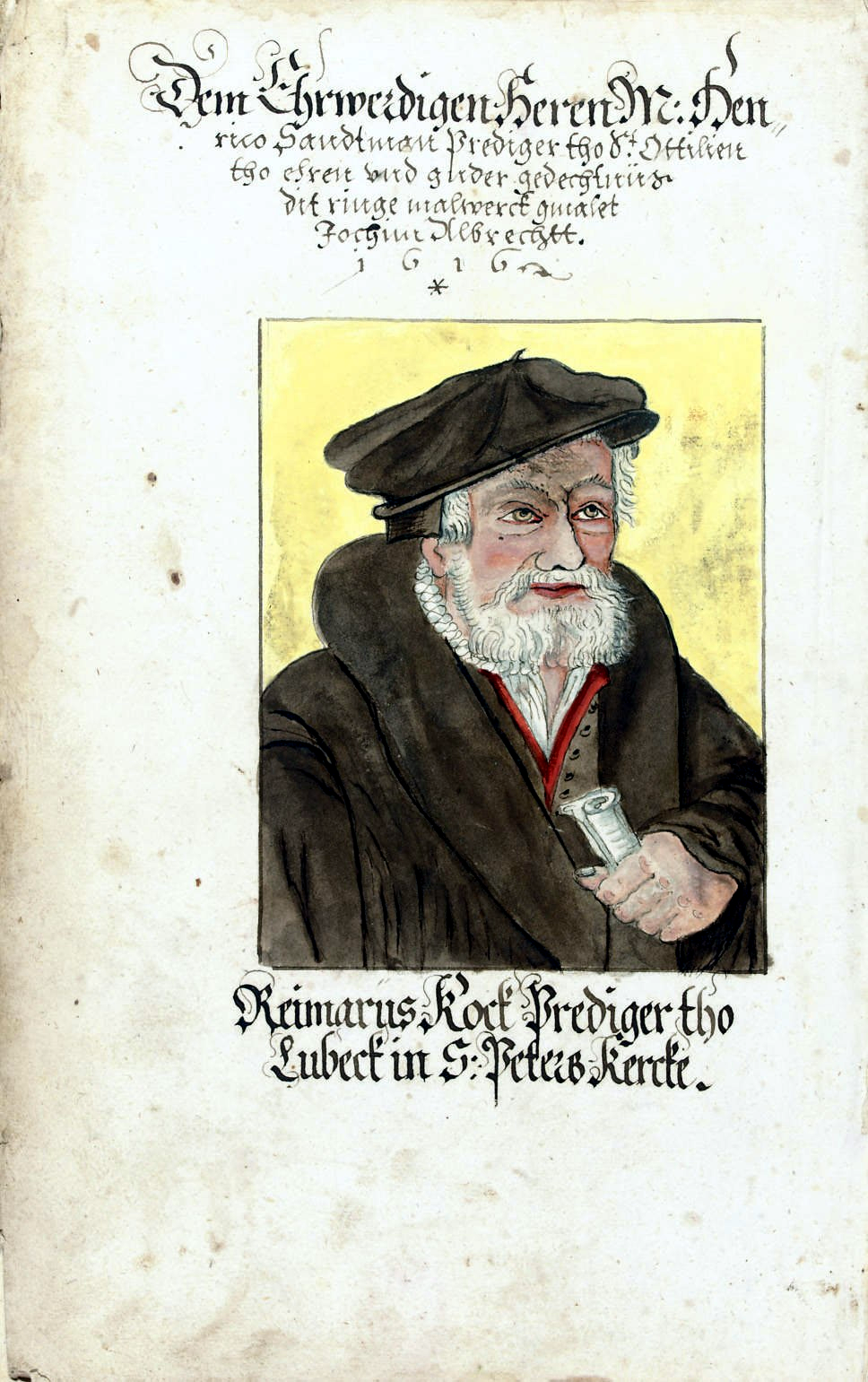
Reimar Kock auf einem Titel einer Handschrift des frühen 17. Jahrhunderts für den Prediger Heinrich Santmann

Reimar Kock (* Anfang des 16. Jahrhunderts in Wismar; † 16. Juni 1569 in Lübeck) war ein Theologe der Reformationszeit, der als Chronist der Hansestadt Lübeck bedeutend wurde.

## Leben
Kock war der Sohn eines Paternostermachers. Sein Vater starb vor 1518. 1516 immatrikulierte er sich in Rostock. 1524 wurde Kock in Schwerin Franziskaner. Ein paar Jahre später wechselte er vom Franziskanerkloster Schwerin in das Katharinenkloster Lübeck über, die beide zur Sächsischem Franziskanerprovinz gehörten.
Wann genau Kock sich zum lutherischen Glauben bekannte und das Kloster verließ, das 1531 mit Einführung der Reformation in Lübeck säkularisiert und von Johannes Bugenhagen in eine Schule umgewandelt wurde, ist urkundlich nicht nachvollziehbar. Seine Berufung zum Kaplan an der Petrikirche 1530 erfolgte jedenfalls wegen seiner reformatorischen Gesinnung. 1553, als der Petripastor Valentin Curtius Superintendent wurde, wurde Kock Hauptpastor der Petrikirche und hatte dieses Amt bis zu seinem Tod inne.
1532 war Kock als Prediger bei der Lübecker Flotte, die den dänischen König Friedrich I. gegen seinen abgesetzten Vorgänger Christian II. unterstützte, auf dem Öresund vor Kopenhagen und bei den Kämpfen um die Festung Akershus in Norwegen zugegen. Unter dem Lübecker Bürgermeister Jürgen Wullenweber war er 1533 vor Kopenhagen und segelte unter Marx Meyer mit nach England. Während der Grafenfehde war er 1534 wiederum in Kopenhagen und Malmö.
Im Jahr 1550 überreichte Reimar Kock dem Rat der Stadt Lübeck seine Chronik der Stadt Lübeck und des südlichen Ostseeraumes in drei Bänden unter dem Titel Cronica der fürnemsten Geschichten unnd Handelen der Kayserliken Stadt Lubeck unnd erer vorwandten, dorch Reimarum Kock, Predigern tho S. Peter darsülvest up das ulitigeste tho hope gebracht. Anno 1549. Der erste Band behandelt die Zeit von 980 bis 1438, der zweite die Zeit bis 1499 und der dritte die Zeit bis 1549. Das Original der Chronik ging verloren, so dass auf die zahlreichen Abschriften zurückgegriffen werden muss. Auf einer Abschrift des Manuskripts seines Vorgängers Detmar setzte er die Chronik noch für die Zeit von 1550 bis 1565 handschriftlich fort.
Kocks Chronik wurde zur Leitchronik der nachreformatorischen Geschichtsschreibung Lübecks; vom Ende des 16. bis ins dritte Viertel des 17. Jahrhunderts ist sie die am häufigsten benutzte und abgeschriebene Chronik der Stadt.
Nach Georg Waitz ist Kock auch der Verfasser der von Johann Friedrich Petersen herausgegebenen Ausführlichen Geschichte der Lübeckischen Kirchenreformation.

### Handschriften
- Cronica der Keiserliken Stadt Lubeck dorch Reimarum Kock Prediger, Signatur Ms. Lub 2° 40. In: digital.stadtbibliothek.luebeck.de. Abgerufen am 26. November 2015.,
- Dat drüdde Parth der Chroneken van der kaiserlicken Stadt Lübeck und ehrer Vorwandten, dorch Reymarum Kock, Pastoren tho St. Peter in Lübeck. (Digitalisat der Stadtbibliothek Lübeck, Signatur Ms. Lub. 2° 25)
  - Abschriften für den Lübecker Bürgermeister Gotthard V. von Hoeveln:
    - Chronica T.I, Abschrift von 1593 (Stadtbibliothek Lübeck, Signatur Ms. Lub 2° 26)
    - Chronica T. II, Abschrift von 1592 (Stadtbibliothek Lübeck, Signatur Ms. Lub 2° 27)
    - Chronica T. III, Abschrift von 1593 (Stadtbibliothek Lübeck, Signatur Ms. Lub 2° 28)
    - Chronica T. IV, Abschrift von 1600 (Stadtbibliothek Lübeck, Signatur Ms. Lub 2° 29)

  - Abschriften in für Paul Karckrinck (Paul Kerkring) 1601 angefertigten Ledereinbänden mit Renaissanceverzierung in Gold und Goldschnitt
    - Chronica der Vornehmesten Geschichten und Händeln der kayserlichen Stadt Lübeck und erer Vorwandten. (Stadtbibliothek Lübeck, Signatur Ms. Lub 2° 30)
    - Dadt Drüdde partt der Cronike der keijserlichen Statt Lübeck unde Irer vorwantenn dorch R. K. - Abschrift  Signatur Ms. Lub. 2° 32 Digitalisat
- Reimar Kocks Lübeckische Chronick von 1550 bis 1565. Abschrift durch Ferdinand Heinrich Grautoff 1823. (Stadtbibliothek Lübeck, Signatur Ms. Lub 2° 34)
- Chronik von Lübeck Teil I, Abschrift des 18. Jahrhunderts, Signatur Ms. Lub 2° 39 Digitalisat
- Chronica der Vornehmesten Geschichten und Handeln der Keiserlichen Stadt Lübeck. Abschrift von 1616 für den Prediger Heinrich Santmann in zwei Bänden, von denen nur der erste erhalten ist, Signatur Ms. Lub 2° 40a, Digitalisat
- Dasz dritte theill der Croniken, dero kayserlichen freyen, undt desz heyligen Römischen Reichsstat Lubeck. durch Den Erwürdigen, Achtbarn undt Wolgelernten, Herrn Reymarum Kock, Pastorn daselbsten zu Sanct Peter (Stadtbibliothek Lübeck, Signatur Ms. Lub 2° 44)
- Chronik von Lübeck, Teil III, 1500–1525 Abschrift vom Anfang des 17. Jahrhunderts, Signatur Ms. Lub 2° 45,02,Digitalisat
- Das Ander Buch Der keyserlichen freyen Reichs Statt Lübecks Cronickhen.  Signatur Ms. Lub 2° 46, Digitalisat
- Abschrift von Reimar Kocks Chronik von 1485-1562, Signatur Ms. Lub 2° 47, Digitalisat
- Bruchstück aus Reimar Kocks Chronik., Signatur Ms. Lub 2° 48, Digitalisat

### Ausgaben
- Johann Friedrich Petersen (der Jüngere): Ausführliche Geschichte der Lübeckischen Kirchen-Reformation in den Jahren 1529 bis 1531: aus dem Tagebuche eines Augenzeugen und Beförderers der Reformation. Lübeck: Rohden 1830

Digitalisat; Digitalisat (Harvard)

### Sekundärliteratur
- A. Michelsen: Kock, Reimar. In: Allgemeine Deutsche Biographie (ADB). Band 16, Duncker & Humblot, Leipzig 1882, S. 415 f.
- Friedrich Bruns: Reimar Kock. Der lübische Chronist und sein Werk. In: Zeitschrift des Vereins für Lübeckische Geschichte und Altertumskunde. Bd. 35 (1955), S. 85–104 (Digitalisat).
- Olof Ahlers: Kock, Reimar. In: Neue Deutsche Biographie (NDB). Band 12, Duncker & Humblot, Berlin 1980, ISBN 3-428-00193-1, S. 285 f. (Digitalisat).
- Sascha Möbius: Das Gedächtnis der Reichsstadt: Unruhen und Kriege in der lübeckischen Chronistik und Erinnerungskultur des späten Mittelalters und der frühen Neuzeit. (Formen Der Erinnerung; 47), V&R unipress, Göttingen 2012, ISBN 9783899718980.